# Горячева, Светлана Петровна
Светла́на Петро́вна Горя́чева (урожд. Бездетко; род. 3 июня 1947, пос. Телянза, (переименован в пос Рисовый) Анучинский район, Приморский край, РСФСР, СССР) — российский государственный и политический деятель, депутат Государственной думы VI созыва от партии «Справедливая Россия», заместитель председателя комитета Госдумы по регламенту и организации работы Государственной Думы, заместитель руководителя фракции «Справедливой России».
Являлась депутатом Государственной думы II, III, IV, V и VI созывов. Член Парламентской ассамблеи Совета Европы.
С сентября 2014 по 2023 год представляла исполнительный орган государственной власти Приморского края в Совете Федерации. Первый заместитель председателя Комитета Совета Федерации по Регламенту и организации парламентской деятельности (2014 — 2023).
Из-за поддержки нарушения территориальной целостности Украины во время российско-украинской войны находится под персональными международными санкциями  Евросоюза, США, Великобритании и ряда других стран.

## Биография
Родилась 3 июня 1947 года в посёлке Рисовый Анучинского района Приморского края. Девичья фамилия — Бездетко. Отец — участник Великой Отечественной войны, всю жизнь проработал лесником. В семье была старшей из пятерых детей.
Трудовую деятельность начала в 1965 году подсобным рабочим, в дальнейшем с 1965 по 1966 год была бухгалтером в Даубихинском мехлесхозе (г. Арсеньев, Приморский край), работала сборщиком-клепальщиком Арсеньевского машиностроительного завода «Прогресс». В 1967 году стала кассиром, художником-оформителем кинотеатра «Космос» в г. Арсеньев.
Поступила на юридический факультет Дальневосточного государственного университета с третьей попытки; окончила его по специальности «Правоведение» в 1974 году.
С 1974 по 1976 годы — консультант отдела юстиции исполкома Приморского краевого Совета народных депутатов (г. Владивосток). С 1977 по 1986 годы — прокурор отдела общего надзора прокуратуры Приморского края. С 1986 по 1990 годы — прокурор Приморской природоохранной межрайонной прокуратуры. С 1991 по 1995 годы — заместитель прокурора г. Владивосток. В марте 1990 года была избрана народным депутатом РСФСР, входила в депутатскую фракцию «Россия». Вступила в КПСС в 1977 году.

### В Верховном Совете РСФСР
На I Съезде народных депутатов РСФСР 1 июня 1990 года была избрана заместителем Председателя Верховного Совета РСФСР по предложению его председателя Бориса Ельцина. С осени 1990 года находилась в оппозиции Ельцину и Хасбулатову вместе с заместителем Председателя Верховного Совета Борисом Исаевым, председателями обеих палат Владимиром Исаковым и Рамазаном Абдулатиповым и их заместителями Александром Вешняковым и Виталием Сыроватко. Подписала вместе с ними «письмо шести», где резко критиковались работа Ельцина. 21 февраля 1991 года выступила с этим заявлением на заседании Верховного Совета, в марте 1991 года на III съезде народных депутатов РФ выступила против предоставления Ельцину дополнительных полномочий. В октябре 1991 года после избрания председателем Верховного Совета Руслана Хасбулатова подала в отставку с этого поста из-за несогласия с проводимой ими политикой.
После отставки с поста заместителя председателя была членом Комитета Верховного Совета РФ по вопросам экологии и рационального использования природных ресурсов.
В феврале 1993 приняла участие во II восстановительном съезде КПРФ, 14 февраля 1993 года избрана заместителем председателя ЦИК КПРФ, занимала эту должность до 20 января 1995 года.

### В Государственной думе
В сентябре 1993 года выступила против роспуска Верховного совета. Принимала активное участие в Х чрезвычайном Съезде народных депутатов и митингах в защиту парламента. Находилась в Доме Советов вплоть до штурма его 4 октября. По её собственным словам, 4 октября 1993 года в Белом доме приняла православное крещение. По утверждению Юрия Воронина, заместителя председателя Верховного Совета, после ухода из Белого дома была избита омоновцами вместе с остальной группой депутатов, которые с 4 по 5 октября находились в коммунальной квартире, где их приютила хозяйка.
В том же 1993 году Горячева приняла участие в выборах в Государственную Думу РФ в качестве одного из лидеров оппозиционного избирательного объединения «Российский общенациональный союз», однако объединение в Думу не прошло.
17 декабря 1995 года была избрана депутатом Государственной Думы РФ второго созыва по федеральному списку избирательного объединения КПРФ, была членом фракции КПРФ, заместителем Председателя Государственной Думы.
19 декабря 1999 года была избрана депутатом Государственной Думы РФ третьего созыва по списку избирательного объединения КПРФ, была членом фракции КПРФ (до мая 2002 года), являлась председателем Комитета по делам женщин, семьи и молодёжи.
25 мая 2002 года на внеочередном пленуме ЦК КПРФ была исключена из партии за отказ выполнить требование о сложении полномочий председателя Комитета Государственной Думы, выдвинутое руководством КПРФ после пересмотра в апреле 2002 года пакетного соглашения между думскими фракциями о распределении руководящих постов. Тогда КПРФ и агропромышленная группа лишились должностей председателей в большинстве из ранее возглавляемых ими комитетов. Интервью Горячевой газете «Правда» по следам этих событий стало поводом к принудительной отставке главного редактора Александра Ильина — по требованию учредителя ЦК КПРФ.
7 декабря 2003 года была избрана в Государственную Думу РФ четвёртого созыва от Уссурийского избирательного округа # 53 (Приморский край), в зарегистрированные депутатские объединения не входила, была членом Комитета по Регламенту и организации работы Государственной Думы.
2 декабря 2007 года избрана депутатом Государственной Думы РФ пятого созыва в составе федерального списка кандидатов, выдвинутого Политической партией «Справедливая Россия: Родина/Пенсионеры/Жизнь». 4 декабря 2011 года избрана депутатом Государственной Думы РФ шестого созыва в составе федерального списка кандидатов, выдвинутого Политической партией «Справедливая Россия».
Входила в политсовет Фронта национального спасения (1992—1993). В феврале 1993 года на II (восстановительном) съезде КПРФ была избрана членом Центрального исполнительного комитета партии. С 20 марта 1993 по 22 января 1995 была членом президиума ЦИК КПРФ, на IV съезде в апреле 1997 года — членом Центрального комитета КПРФ.

### В Совете Федерации
22 сентября 2014 года наделена полномочиями члена Совета Федерации от исполнительного органа государственной власти Приморского края. Является первым заместителем председателя Комитета Совета Федерации по Регламенту и организации парламентской деятельности.
21 декабря 2018 года решением губернатора Олега Кожемяко вновь назначена сенатором от Приморья

## Социально-политические взгляды
В конце 2012 года выступила сторонником запрета на усыновление гражданами США российских детей-сирот, аргументировав свою позицию тем, что часть усыновлённых детей «будут замучены, использованы на трансплантацию органов или для сексуальных утех», а в большинстве своём они в США «будут вербоваться для войны, может быть, даже и с Россией».

## Санкции
9 марта 2022 года, на фоне вторжения России на Украину, внесена в санкционный список всех стран Европейского союза так как она голосовала за ратификацию договоров о дружбе с самопровозглашёнными ЛНР и ДНР.
23 марта 2022 года внесена в санкционный список Канады «соратников режима» за содействие в нарушения суверенитета и территориальной целостности Украины.
30 сентября 2022 года внесена санкционный список Соединенных Штатов Америки «за аннексию Путиным регионов Украины» и одобрения закона о фейках. Государственный департамент отмечает что сенаторы  «проголосовали за одобрение просьбы Путина о вводе войск в Украину, что послужило неоправданным предлогом для полномасштабного вторжения России в Украину».
По аналогичным основаниям с 15 марта 2022 года находится под санкциями Великобритании. С 16 марта 2022 года находится под санкциями Швейцарии. С 21 апреля 2022 года находится под санкциями Австралии.  С 7 октября 2022 года под санкциями Украины за «поддержку незаконным попыткам России аннексировать суверенную украинскую территорию путем проведения фиктивных референдумов».

## Награды

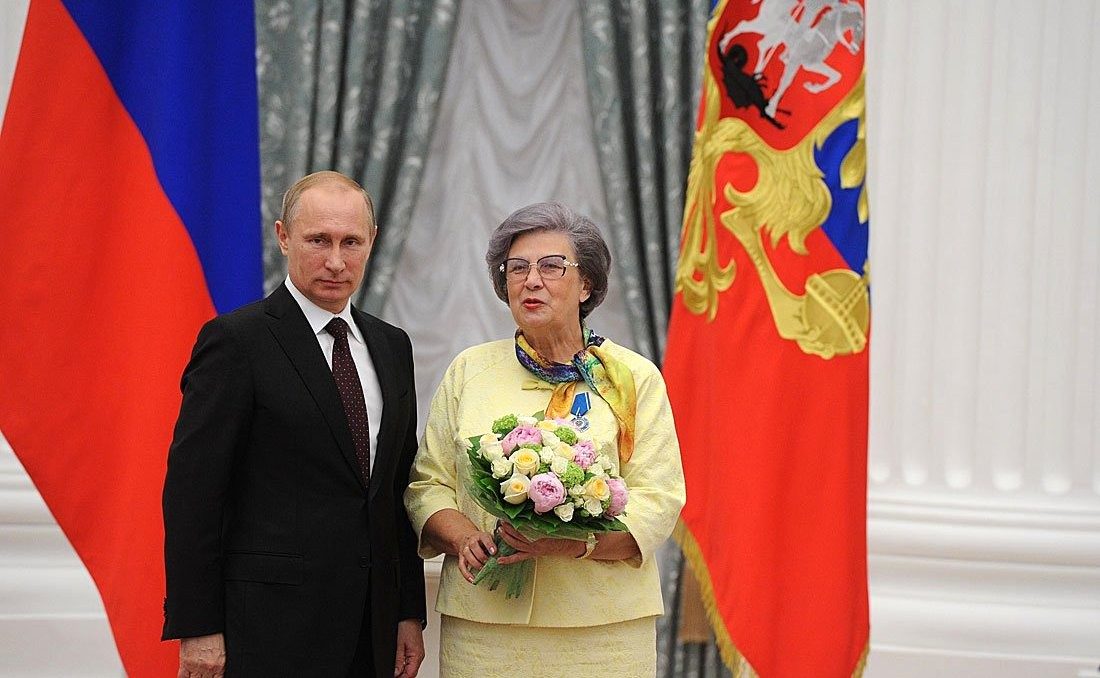
Награждение орденом Почёта. 31 июля 2014 года

- Орден Почёта (21 декабря 2013 года) — за активную законотворческую деятельность, заслуги в укреплении законности, защите прав и интересов граждан и многолетнюю добросовестную работу[15]
- Медаль «В память 850-летия Москвы» (1997)[источник не указан 809 дней]
- Медаль «За заслуги в проведении Всероссийской переписи населения» (2002)[источник не указан 809 дней]
- Памятная юбилейная медаль «100 лет со дня учреждения Государственной Думы в России» (2006)[источник не указан 809 дней]
- Почётный знак Государственной Думы «За заслуги в развитии парламентаризма»[источник не указан 809 дней]
- Почётная грамота Государственной Думы[источник не указан 809 дней]
- Почётная грамота Совета Федерации[источник не указан 809 дней]

## Семья и увлечения
Замужем. Сын Ярослав — юрист, выпускник юрфака МГУ. Увлекается живописью.